# 拜德爾侯奈因
拜德爾侯奈因是沙特阿拉伯的城鎮，位於該國西部，由麥地那省負責管轄，距離伊斯蘭教聖地麥地那130公里。公元624年3月13日，古萊什族和穆斯林在該鎮爆發白德爾之戰。

## 外部連結
- MSN Virtual Earth[]: A satellite image of Badr Hunayn.